# Mangelia digressa
Mangelia digressa é uma espécie de gastrópode do gênero Mangelia, pertencente a família Mangeliidae.